# Зегерс, Маргрит
Инге Маргрит Зегерс (в замужестве -— де Рёйтер) (нидерл. Inge Margriet Zegers (de Ruiter), 29 апреля 1954, Херенвен, Нидерланды) — нидерландская хоккеистка (хоккей на траве), полевой игрок. Олимпийская чемпионка 1984 года, чемпионка мира 1983 года, серебряный призёр чемпионата мира 1981 года, чемпионка Европы 1984 года.

## Биография
Маргрит Зегерс родилась 29 апреля 1954 года в нидерландском городе Херенвен.
Играла в хоккей на траве за «Амстердамсе».
В 1981 году в составе женской сборной Нидерландов завоевала серебряную медаль чемпионата мира в Буэнос-Айресе, в 1983 году — золотую медаль чемпионата мира в Куала-Лумпуре.
В 1984 году стала победительницей чемпионата Европы в Лилле.
В 1984 году вошла в состав женской сборной Нидерландов по хоккею на траве на летних Олимпийских играх в Лос-Анджелесе и завоевала золотую медаль. Играла в поле, провела 5 матчей, мячей не забивала.

## Семья
Муж — Михил де Рёйтер (род. 1964), нидерландский фристайлист, в 1994 году выступал на зимних Олимпийских играх в Лиллехаммере.